# Плава река (Индијана)
Плава река (енгл. Blue River) је 57 mi (92 km) (92 km) дуг поток који пролази кроз Харисон, Крофорд и Вашингтон округе у Индијани. Извире код Сејлема и тече јужно у реку Охајо узводно од Левенворта.